# Creu de terme del Portal
La creu de terme del Portal és una obra dels Prats de Rei (Anoia) inclosa a l'Inventari del Patrimoni Arquitectònic de Catalunya.

## Descripció
Reproducció de la creu de terme decorada amb motius figurats a l'anvers i revers, tambor, enllaç entre la creu i aquest, i coronament de la creu. És de pedra i reposa damunt columna de secció poligonal i monolítica. En una cara s'hi va representar Crist crucificat i a l'altre la Mare de Déu amb Nen, damunt d'un escut heràldic. A l'enllaç entre la creu i el tambor hi ha un frare pregant que sembla portar el "Llibre" (Sagrades Escriptures). Al tambor i emmarcats per arcs apuntats s'alternen les figures de Sants, d'home i dona, i tot alls portant les simbologies pròpies del martiri: palma. Corona, cadenes, ... La creu és coronada per la figura d'un pelicà que dona menjar al seu petit. Altres elements decoratius són uns caps de lleó a la part de dalt de la creu.

## Història
És una reproducció feta l'any 1940(?) per SION (?) com consta escrit. La creu original es troba exposada a l'interior de l'església parroquial.